# BBIP1
BBIP1 (англ. BBSome interacting protein 1) – білок, який кодується однойменним геном, розташованим у людей на 10-й хромосомі. Довжина поліпептидного ланцюга білка становить 92 амінокислот, а молекулярна маса — 10 506.
| 10         |  | 20         |  | 30         |  | 40         |  | 50         |
| ---------- |  | ---------- |  | ---------- |  | ---------- |  | ---------- |
| MLKAAAKRPE |  | LSGKNTISNN |  | SDMAEVKSMF |  | REVLPKQGPL |  | FVEDIMTMVL |
| CKPKLLPLKS |  | LTLEKLEKMH |  | QAAQNTIRQQ |  | EMAEKDQRQI |  | TH         |

A: Аланін

C: Цистеїн

D: Аспарагінова кислота

E: Глутамінова кислота

F: Фенілаланін

G: Гліцин

H: Гістидин

I: Ізолейцин

K: Лізин

L: Лейцин

M: Метіонін

N: Аспарагін

P: Пролін

Q: Глутамін

R: Аргінін

S: Серин

T: Треонін

Задіяний у таких біологічних процесах, як транспорт, транспорт білків, біогенез та деградація війок, альтернативний сплайсинг. 
Локалізований у цитоплазмі, клітинних відростках, війках.